# Apis mellifera unicolor
Apis mellifera unicolor este o subspecie a albinei melifere europene (Apis mellifera).